# HotBot
HotBot は、1996年5月にWIRED誌がサービスとして立ち上げた、初期のインターネット検索エンジンおよび検索サイトの1つ。他のサイトよりも頻繁に検索データベースを更新することを特徴としていた。一時期、ウェブページの無料ホスティングも行っていたが、ユーザーに事前通知することなく短期間でサービスが打ち切られた。1998年、ライコスに買収されたが、徐々に利用が減っていった。現在ではそのサイトは、他の検索エンジン（lyGo.com、Yahoo.com、MSN）の単なるフロントエンドになっている。検索結果内でさらに検索するという機能をいち早く取り入れた検索エンジンの1つであった。